# تيموثي أونيل
تيموثي أونيل (بالإنجليزية: Timothy O'Neill)‏ (17 فبراير 1982 في الولايات المتحدة - ) هو لاعب كرة قدم أمريكي في مركز الوسط. لعب مع فيرجينيا بيتش مارينرز وNew Jersey Ironmen ‏ وOcean City Nor'easters ‏ وSyracuse Salty Dogs ‏ وفيلادلفيا كيكس ‏.

## وصلات خارجية
- تيموثي أونيل على موقع قاعدة بيانات كرة القدم.إي يو (الإنجليزية)